# Grant Fuhr
Grant Fuhr (* 28. září 1962 v Spruce Grove, Alberta) je bývalý kanadský hokejový brankář, který během 80. a 90. let 20. století patřil k významným brankářským osobnostem NHL. U příležitosti 100. výročí NHL byl v lednu 2017 vybrán jako jeden ze sta nejlepších hráčů historie ligy.

## Hráčská kariéra
V roce 1981 byl draftován v prvním kole klubem Edmonton Oilers. Za Edmonton odehrál celkem deset sezón, přičemž pětkrát vyhrál Stanley Cup. Později hrával za kluby Toronto Maple Leafs, Buffalo Sabres, Los Angeles Kings, St. Louis Blues a Calgary Flames. V roce 2000 ohlásil konec své aktivní kariéry.

## Ocenění a úspěchy
- 1980 WHL - První All-Star Tým
- 1980 WHL - Jim Piggott Memorial Trophy
- 1981 WHL - První All-Star Tým
- 1981 WHL - Del Wilson Trophy
- 1982 NHL - Druhý All-Star Tým
- 1984 NHL - Nejvíce vychytaných vítězství
- 1986 NHL - All-Star Game + nejužitečnější hráč
- 1988 KP - All-Star Tým
- 1988 NHL - Vezina Trophy
- 1988 NHL - První All-Star Tým
- 1988 NHL - Nejvíce čistých kont
- 1988 NHL - Nejvíce vychytaných vítězství
- 1994 NHL - William M. Jennings Trophy
- 2004 Hokejová síň slávy

## Prvenství
- Debut v NHL - 14. října 1981 (Edmonton Oilers proti Winnipeg Jets)
- První inkasovaný gól v NHL - 14. října 1981 (Edmonton Oilers proti Winnipeg Jets, kanadským útočníkem Paul MacLean)
- První vychytaná nula v NHL - 30. prosince 1983 (Edmonton Oilers proti Boston Bruins)

## Statistiky

### Základní části
| Sezona       | Tým                 | Liga         | Z   | V   | P   | R   | MIN    | OG    | ČK | POG  | %ChS |
| ------------ | ------------------- | ------------ | --- | --- | --- | --- | ------ | ----- | -- | ---- | ---- |
| 1979–80      | Victoria Cougars    | WHL          | 43  | 30  | 12  | 0   | 2488   | 130   | 3  | 3.14 | .911 |
| 1980–81      | Victoria Cougars    | WHL          | 59  | 48  | 9   | 1   | 3448   | 160   | 4  | 2.78 | .908 |
| 1981–82      | Edmonton Oilers     | NHL          | 48  | 28  | 5   | 14  | 2847   | 157   | 0  | 3.31 | .899 |
| 1982–83      | Edmonton Oilers     | NHL          | 32  | 13  | 12  | 5   | 1803   | 129   | 0  | 4.29 | .868 |
| 1982–83      | Moncton Alpines     | AHL          | 10  | 4   | 5   | 1   | 604    | 40    | 0  | 3.97 | —    |
| 1983–84      | Edmonton Oilers     | NHL          | 45  | 30  | 10  | 4   | 2625   | 171   | 1  | 3.91 | .883 |
| 1984–85      | Edmonton Oilers     | NHL          | 46  | 26  | 8   | 7   | 2559   | 165   | 1  | 3.87 | .884 |
| 1985–86      | Edmonton Oilers     | NHL          | 40  | 29  | 8   | 0   | 2184   | 143   | 0  | 3.93 | .890 |
| 1986–87      | Edmonton Oilers     | NHL          | 44  | 22  | 13  | 3   | 2388   | 137   | 0  | 3.44 | .881 |
| 1987–88      | Edmonton Oilers     | NHL          | 75  | 40  | 24  | 9   | 4304   | 246   | 4  | 3.43 | .881 |
| 1988–89      | Edmonton Oilers     | NHL          | 59  | 23  | 26  | 6   | 3341   | 213   | 1  | 3.83 | .875 |
| 1989–90      | Edmonton Oilers     | NHL          | 21  | 9   | 7   | 3   | 1081   | 70    | 1  | 3.89 | .868 |
| 1989–90      | Cape Breton Oilers  | AHL          | 2   | 2   | 0   | 0   | 120    | 6     | 0  | 3.00 | .919 |
| 1990–91      | Edmonton Oilers     | NHL          | 13  | 6   | 4   | 3   | 778    | 39    | 1  | 3.01 | .897 |
| 1990–91      | Cape Breton Oilers  | AHL          | 4   | 2   | 2   | 0   | 240    | 17    | 0  | 4.25 | .870 |
| 1991–92      | Toronto Maple Leafs | NHL          | 66  | 25  | 33  | 5   | 3774   | 230   | 2  | 3.66 | .881 |
| 1992–93      | Toronto Maple Leafs | NHL          | 29  | 13  | 9   | 4   | 1665   | 87    | 1  | 3.14 | .895 |
| 1992–93      | Buffalo Sabres      | NHL          | 29  | 11  | 15  | 2   | 1694   | 98    | 0  | 3.47 | .891 |
| 1993–94      | Buffalo Sabres      | NHL          | 32  | 13  | 12  | 3   | 1726   | 106   | 2  | 3.68 | .883 |
| 1993–94      | Rochester Americans | AHL          | 5   | 3   | 0   | 2   | 310    | 10    | 0  | 1.94 | .935 |
| 1994–95      | Buffalo Sabres      | NHL          | 3   | 1   | 2   | 0   | 180    | 12    | 0  | 4.00 | .859 |
| 1994–95      | Los Angeles Kings   | NHL          | 14  | 1   | 7   | 3   | 698    | 47    | 0  | 4.04 | .876 |
| 1995–96      | St. Louis Blues     | NHL          | 79  | 30  | 28  | 16  | 4365   | 209   | 3  | 2.87 | .903 |
| 1996–97      | St. Louis Blues     | NHL          | 73  | 33  | 27  | 11  | 4261   | 193   | 3  | 2.72 | .901 |
| 1997–98      | St. Louis Blues     | NHL          | 58  | 29  | 21  | 6   | 3274   | 138   | 3  | 2.53 | .883 |
| 1998–99      | St. Louis Blues     | NHL          | 39  | 16  | 11  | 8   | 2193   | 89    | 2  | 2.44 | .892 |
| 1999–00      | Calgary Flames      | NHL          | 23  | 5   | 13  | 2   | 1205   | 77    | 0  | 3.83 | .856 |
| 1999–00      | Saint John Flames   | AHL          | 2   | 0   | 2   | 0   | 99     | 10    | 0  | 6.05 | .839 |
| Celkem v NHL | Celkem v NHL        | Celkem v NHL | 868 | 403 | 295 | 114 | 48,945 | 2,756 | 25 | 3.38 | .887 |

### Play-off
| Sezona       | Tým              | Liga         | Z   | V  | P  | MIN   | OG  | ČK | POG  | %ChS  |
| ------------ | ---------------- | ------------ | --- | -- | -- | ----- | --- | -- | ---- | ----- |
| 1979–80      | Victoria Cougars | WHL          | 8   | 5  | 3  | 465   | 22  | 0  | 2.84 | —     |
| 1980–81      | Victoria Cougars | WHL          | 15  | 12 | 3  | 899   | 45  | 1  | 3.00 | —     |
| 1980–81      | Victoria Cougars | M-Cup        | 4   | 1  | 3  | 239   | 18  | 0  | 4.52 | —     |
| 1981–82      | Edmonton Oilers  | NHL          | 5   | 2  | 3  | 309   | 26  | 0  | 5.05 | .852  |
| 1982–83      | Edmonton Oilers  | NHL          | 1   | 0  | 0  | 11    | 0   | 0  | 0.00 | 1.000 |
| 1983–84      | Edmonton Oilers  | NHL          | 16  | 11 | 4  | 882   | 44  | 1  | 3.00 | .910  |
| 1984–85      | Edmonton Oilers  | NHL          | 18  | 15 | 3  | 1057  | 55  | 0  | 3.12 | .895  |
| 1985–86      | Edmonton Oilers  | NHL          | 9   | 5  | 4  | 540   | 28  | 0  | 3.12 | .897  |
| 1986–87      | Edmonton Oilers  | NHL          | 19  | 14 | 5  | 1143  | 47  | 0  | 2.47 | .908  |
| 1987–88      | Edmonton Oilers  | NHL          | 19  | 16 | 2  | 1136  | 55  | 0  | 2.91 | .883  |
| 1988–89      | Edmonton Oilers  | NHL          | 7   | 3  | 4  | 417   | 24  | 1  | 3.45 | .894  |
| 1990–91      | Edmonton Oilers  | NHL          | 18  | 8  | 7  | 1019  | 51  | 0  | 3.00 | .895  |
| 1992–93      | Buffalo Sabres   | NHL          | 8   | 3  | 4  | 474   | 27  | 1  | 3.42 | .875  |
| 1995–96      | St. Louis Blues  | NHL          | 2   | 1  | 0  | 69    | 1   | 0  | 0.87 | .978  |
| 1996–97      | St. Louis Blues  | NHL          | 6   | 2  | 4  | 357   | 13  | 2  | 2.18 | .929  |
| 1997–98      | St. Louis Blues  | NHL          | 10  | 6  | 4  | 615   | 28  | 0  | 2.73 | .906  |
| 1998–99      | St. Louis Blues  | NHL          | 13  | 6  | 6  | 780   | 31  | 1  | 2.35 | .898  |
| Celkem v NHL | Celkem v NHL     | Celkem v NHL | 150 | 92 | 50 | 8,808 | 430 | 6  | 2.93 | .898  |

### Reprezentace
| Rok                       | Tým                       | Soutěž                    | Z  | V | P | R | MIN | OG | ČK | POG  | %ChS |
| ------------------------- | ------------------------- | ------------------------- | -- | - | - | - | --- | -- | -- | ---- | ---- |
| 1984                      | Kanada                    | KP                        | 2  | 1 | 0 | 1 | 120 | 6  | 0  | 3.00 | .878 |
| 1987                      | Kanada                    | KP                        | 9  | 6 | 1 | 2 | 575 | 32 | 0  | 3.34 | .893 |
| 1989                      | Kanada                    | MS                        | 5  | 1 | 3 | 1 | 298 | 18 | 1  | 3.62 | —    |
| Seniorská kariéra celkově | Seniorská kariéra celkově | Seniorská kariéra celkově | 16 | 8 | 4 | 4 | 993 | 56 | 1  | 3.38 | —    |